# Crátera de cáliz

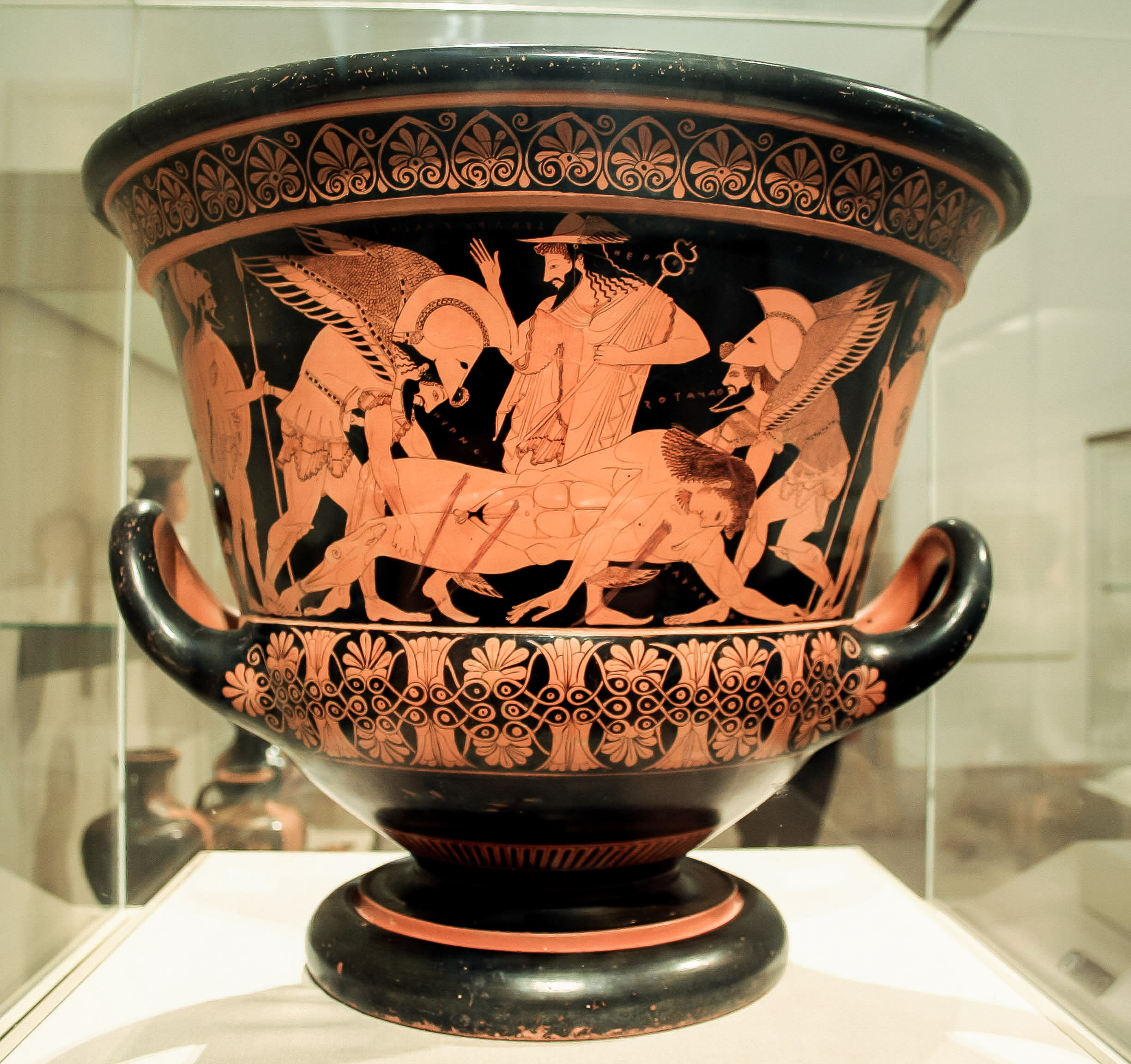
Crátera de Eufronio (c. 515 a. C.), un conocido ejemplo de crátera de cáliz.

Una crátera de cáliz es un tipo de crátera, recipiente cerámico de gran capacidad destinado a contener una mezcla de agua y vino con la que se llenaban las copas en la Antigua Grecia. 
La crátera de cáliz está compuesta por un pie y un cuerpo. La pared del cuerpo es casi recta y el fondo está flanqueado por dos asas horizontales, lo que recuerda la forma del cáliz de una flor. Las asas se suelen alargar y recoger hacia el recipiente.

## Producción
La producción de la crátera de cáliz se inicia en el siglo VI a. C. en Atenas, posiblemente por obra del taller del pintor y ceramista ateniense Exequias. Fue fabricada por los talleres del Ática a lo largo de unos dos siglos, hasta finales del siglo IV a. C., cuando la producción de cerámica figurada en esta región llega a su fin.

## Usos

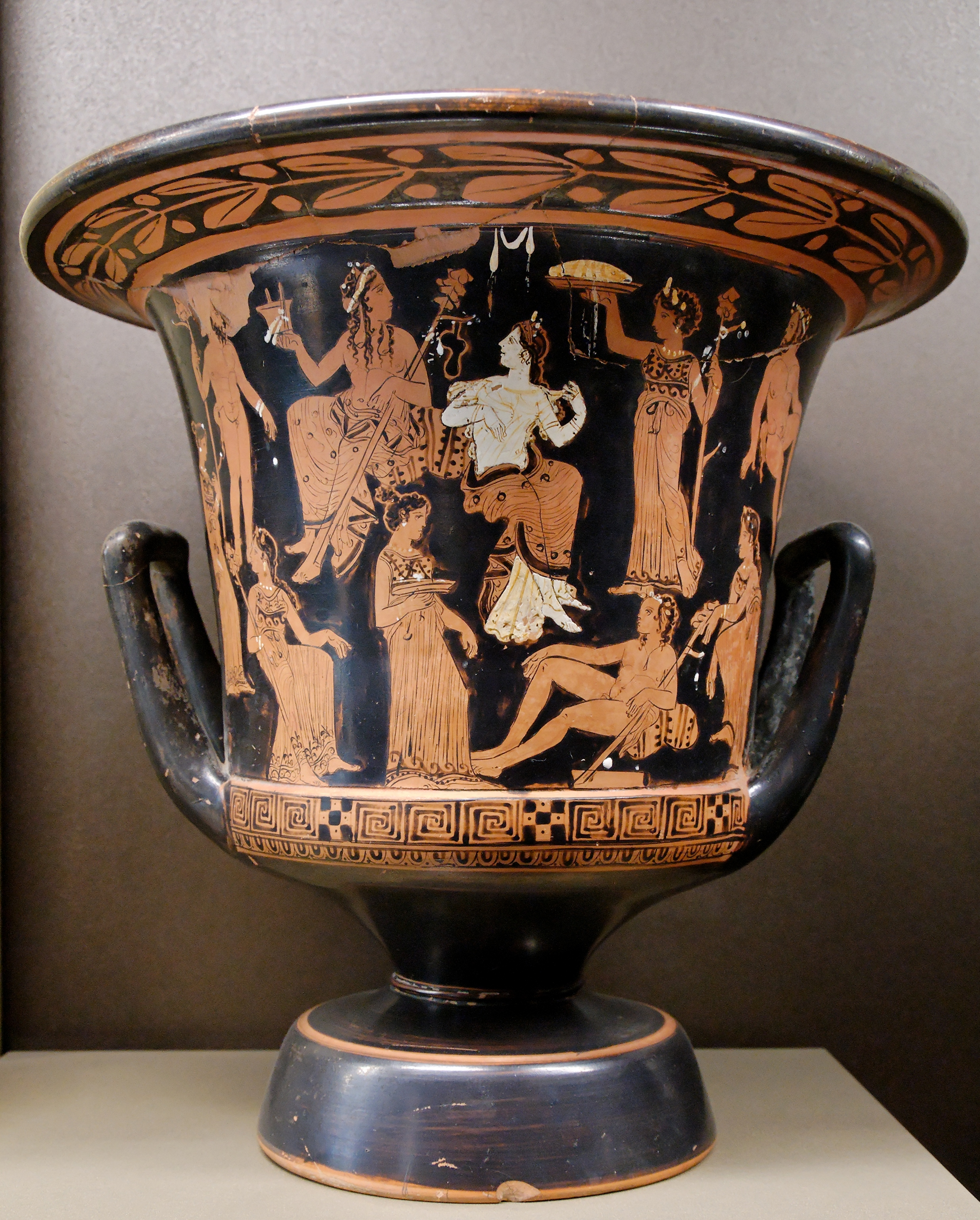
Crátera de cáliz de figuras rojas (c. 400-375).

La crátera de cáliz era empleada para una variedad de usos, desde la ofrenda votiva al lujoso objeto de vajilla para ser empleado en el seno de simposios. En Atenas se han descubierto cráteras de cáliz tanto en la acrópolis como en el ágora, lo que sería un reflejo de esa variedad de usos religiosos y profanos. 
Entre las cráteras halladas en la acrópolis de Atenas, de todo tipo, las más numerosas son las cráteras de cáliz de figuras rojas. Se han encontrado en asociación con material de culto y votivo, como fíalas de bronce, pequeñas terracotas y lucernas de picos múltiples, que son características de los santuarios.
No suelen encontrarse, sin embargo, en las necrópolis griegas. De manera excepcional, han aparecido en las ciudades griegas de Sicilia y de la Magna Grecia, casos en que fueron usadas principalmente como urna funeraria. Este empleo de la crátera parece haber sido practicado hasta la época helenística. En la necrópolis de Pezzino en Agrigento, se ha observado un aumento del número de cráteras de cáliz áticas a partir del segundo cuarto del siglo V a. C., momento en que la práctica de la incineración se establece de forma clara en la necrópolis. A este uso parecen haber sido dedicados los pocos ejemplares conocidos de cráteras decoradas con la técnica de fondo blanco, la cual, debido a su escasez y fragilidad, confiere una dimensión preciosa al objeto que quizás pretendía reflejar y realzar el estatus social del difunto.

## En la historia del arte
La crátera de cáliz es un tipo de crátera especialmente interesante para la historia del arte de la Antigua Grecia. Esto es debido a que la pared relativamente plana del recipiente permitía plasmar en ella una decoración de gran calidad, más parecida a las pínakes de terracota que a la pintura de otros tipos de vasos.